# Малу Драјер
Марија Луизе Ана „Малу” Драјер (Нојштат ан дер Вајнштрасе, 6. фебруар 1961) немачка је политичарка из Социјалдемократске партије (SPD).
Од 13. јануара 2013. обавља функцију 8 министра-председника Рајна-Палатината. Прва је жена на овом положају.
Од 1. новембра 2016. обавља једногодишњи мандат као 71. председник Бундесрата, чиме је и заменик председника Немачке (прво Јоахим Гаук, од 1. новембра 2016. до 18. марта 2017. године; сада Франк-Валтер Штајнмајер, од 19. марта 2017). Друга је председница Бундесрата.
Године 1991, именована је на функцију пробационог судије а касније и тужиоца у Бад Кројцнаху.
Од 2004, Драјерова је удата за Клауса Јенсена (такође члан SPD-а и бивши градоначелник Трира који је остао удовац три године пре).